# 169184 Jameslee
169184 Jameslee este o planetă minoră (asteroid) din centura de asteroizi. A fost descoperită pe 19 august 2001 la Observatorio de Cerro Tololo⁠(d) de Marc Buie⁠(d). 
Obiectul prezintă o orbită caracterizată de o semiaxă mare de 3,1364568742716 UAi, o excentricitate de 0,094588701654991, o înclinație de 2,0657737708928 ° în raport cu ecliptica.